# Galeria Wołomin
Galeria Wołomin lub Fabryka Wołomin – centrum handlowe w Wołominie.

## Powstanie
W 2010 Stolarka Wołomin S.A ogłosiła upadłość, po 60 latach swojej działalności. Wszystkie budynki do niej należące zastały zrównane z ziemią pod budowę nowego centrum handlowego. Budowę Galerii Wołomin rozpoczęto w 2014 ukończono zaś 2 lata później. Inwestorem była spółka Acteeum Group natomiast wykonawcą Eiffage Polska Budownictwo. Galeria została oficjalnie otwarta 6 października 2016, na jej otwarcie zaproszono m.in Margaret, Krzysztofa Ibisza, Macieja Musiała oraz Barbarę Kurdej-Szatan

## Lokalizacja
Galeria Wołomin znajduje się w bezpośrednim sąsiedztwie stacji PKP Wołomin Słoneczna. W okolicy centrum handlowego zlokalizowane są również dwa przystanki autobusowe przy ulicy Geodetów (droga wojewódzka nr 635). Główny wjazd do galerii prowadzi z ronda imienia Senatora Zbigniewa Romaszewskiego.

## Sklepy
Obecnie w centrum znajduje się blisko 80 punktów handlowych w tym: Half Price, Tedi, Media Expert, RTV Euro AGD, Empik, Pepco, Rossmann, Carrefour, H&M, Reserved, House, Cropp, New Yorker, Carry, Monnari, Sinsay i wiele innych sklepów. W strefie gastronomicznej znajdują się restauracje sieci KFC czy Pizza Hut. Na terenie centrum handlowego można znaleźć również siłownię Zdrofit oraz kino Helios. 